# Kirchenruine von Randrup
 Die Kirchenruine von Randrup ist der Rest einer mittelalterlichen Kapelle oder Kirche. Sie stand auf der Kuppe eines Hügels, nahe der Grenze zwischen Nord- und Mitteljütland, am Randrupvej am Rande von Randrup, in der Randers Kommune in Dänemark.

## Beschreibung
Die Ruine ist etwa 15,0 m lang und 7,5 m breit. Das Gebäude bestand aus dem Kirchenschiff und einem schmalen, nach links versetzten Altarraum, mit einer verdeckten Erweiterung in den rechten Bereich. Ausgrabungen zeigten, dass die Kirche aus Granit errichtet wurde, der im Inneren mit Kalkstein abgedeckt war. Ein von niedrigen Erdwällen begrenzter Friedhof umgab die Kirche im Nordwesten und Süden. Der Wall im Osten ist entfernt worden, als der Garten des nahen Hofes angelegt wurde.
Die Kirche ist sehr klein, somit scheint es natürlich, sie Kapelle zu nennen. Sie kann Kapelle einer heiligen Quelle gewesen sein, die im Norden des Kirchhügels liegt. Sie mag auch als Pfarrkirche für Randrup und das westlich gelegene True gedient haben. Nach der großen Pest von 1350, bei der zwei Drittel der Bevölkerung starben, kam es zum Zusammenlegen von Kirchspielen, da zu kleine Kirchspiele den Unterhalt einer Kirche und eines Pfarrers nicht decken konnten. Während des Mittelalters waren auch Dyrby und Hvidsten, wo sich ebenfalls Kirchruinen befinden, unabhängige Kirchspiele. Wahrscheinlich wurden diese Kirchen, wie Randrup, etwa 1400 geschlossen und der Kirchengemeinde von Gassum angeschlossen. Aus schriftlichen Quellen kann hergeleitet werden, dass Randrup im Jahre 1579 Teil des Kirchspiels Gassum war.
Kirchenruinen sind in Dänemark verbreitet. In den vier südlich des Mariagerfjordes gelegenen Bezirken Onsild, Gjerlev, Nerhald und Stevring sind 36 überliefert. Es war möglich 24 davon ausfindig zu machen. Im Vergleich dazu gibt es heute in diesem Bereich 42 Pfarrkirchen.

## Der Schachbrettstein
Ein mit einem Schachbrettmuster ausgelegter Quaderstein wurde in der Wand des Hofes Randrupgård direkt neben der Ruine gefunden. Er stammt wahrscheinlich von der Kirche und ist jetzt im Randers Museum zu sehen.
Schachbrettsteine sind ein seltener Bauschmuck an den Außenwänden mittelalterlicher spätromanischer und frühgotischer Feldsteinkirchen. Sie wurden bevorzugt im Eingangsbereich oder an Mauerecken von Apsis, Chor, Schiff und Turm eingebracht. Die dänischen und deutsche Kirchen mit Schachbrettsteinen stammen aus der gleichen Zeit und in beiden Bereichen muss davon ausgegangen werden, dass die Steine mit dem Kirchenbau assoziiert wurden. Es ist schwierig, sich vorzustellen, dass in beiden Bereichen keine Korrelation zwischen dem Auftreten des gleichen Phänomens besteht. Dänische Schachbrettsteine wurden hauptsächlich in Kirchen Nordjütlands gefunden, in einem Gebiet, das sich von Aarhus über Randers und Viborg bis Thy erstreckt. In der Mariager Area gibt es in den Kirchen von Falslev, Svenstrup und Spentrup Schachbrettsteine. Die Bedeutung der Schachbrettsteine ist nicht geklärt. Hinsichtlich ihres Ursprungs gibt es verschiedene Ideen:
Ein Hobby eines Steinhauers, Reparatur beschädigter Steine, ein Rechengerät, mysteriöse symbolische Kombinationen von Zahlen oder Nachrichten, um letztlich die Gegensätze schwarz und weiß, gut und schlecht oder Leben und Tod zu symbolisieren.

### Legenden
Die Steine werden im Volksmund auch „Schachbrett des Teufels“ genannt. Es gilt auch als Glücksspiel eines Mannes mit dem Tod, wenn jemand sterben sollte. Legenden besagen, dass der Teufel häufig den Bau von Kirchen störte, indem er nachts abriss, was während des Tages gebaut worden war. Der Baumeister soll ein Schachbrett für den Teufel gemacht haben. Damit beherrschte ihn seine Leidenschaft für das Spiel und der Bau konnte ohne Unterbrechung fertiggestellt werden.